# Deportationsgesetz (Osmanisches Reich)

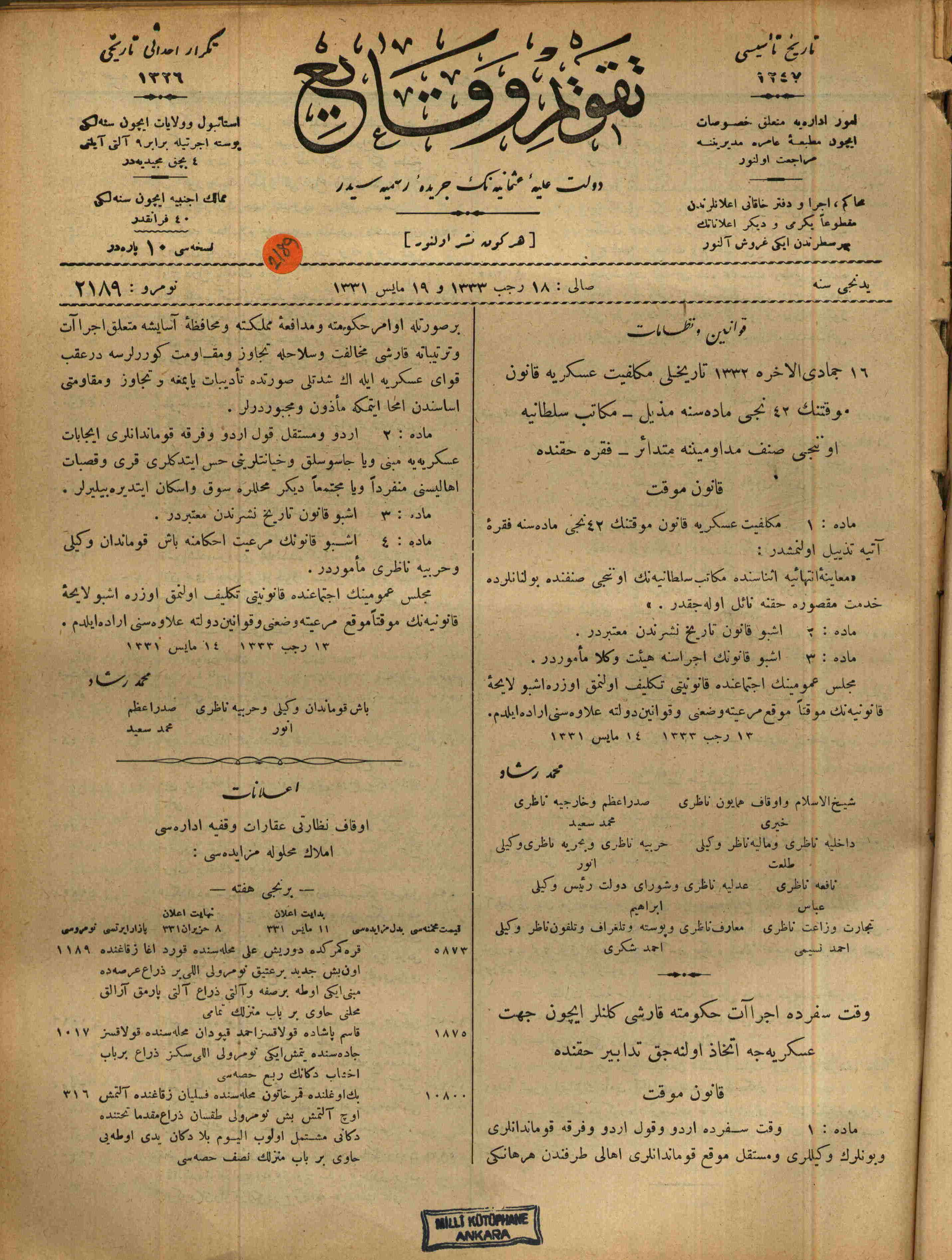
Deportationsgesetz (1915)

Das Deportationsgesetz oder Tehcir-Gesetz (türkisch Tehcir Kanunu; offiziell „Provisorisches Gesetz über die vom Militär zu befolgenden Maßnahmen gegen Personen, die in Kriegszeiten den Maßnahmen der Regierung zuwiderhandeln“) war ein am 27. Mai 1915 vom nationalen Parlament des Osmanischen Reiches verabschiedetes provisorisches Gesetz, das zur Deportation der armenischen Bevölkerung bevollmächtigte. Die Umsiedlungskampagne führte zum Tod von 600.000 bis 1.800.000 Zivilisten und wird allgemein als Völkermord an den Armeniern bezeichnet. Das Gesetz trat mit Veröffentlichung im Amtsblatt am 1. Juni 1915 (18. Radschab 1333hiǧrī/19. Mai 1331rūmī) in Kraft und galt bis zum 8. Februar 1916.

## Inhalt
Das Deportationsgesetz, das allgemein als Tehcir-Gesetz bekannt ist, wurde als ein provisorisches Gesetz unter dem Titel „Gesetz bezüglich der Maßnahmen des Militärs bei Widersachern gegen die Regierungsgewalt in Kriegszeiten“ vom osmanischen Parlament, dem Vorläufer der heutigen Großen Türkischen Nationalversammlung, verabschiedet. Es wurde am 27. Mai 1915 mit der Mehrheit von Mitgliedern des Komitees für Einheit und Fortschritt angenommen und trat am 1. Juni desselben Jahres mit der Veröffentlichung in der Staatszeitung Takvim-i Vekayi in Kraft.
Das Militär wird im Gesetzestext angewiesen, jeglichen Widerstand mit militärischer Gewalt niederzuschlagen, und es wird dem Militär die Möglichkeit eingeräumt, Bewohner von Dörfern und Städten, bei denen es Verrat oder Spionagetätigkeit vermutet, zu deportieren.